# Rellingen
Rellingen est une commune de l'arrondissement de Pinneberg appartenant au Land du Schleswig-Holstein, en Allemagne.

## Géographie
Rellingen est situé sur la Mühlenau, un affluent non navigable du Pinnau. Le centre du village se trouve sur le Geest inférieur. À l'est, la communune, étroite mais allongée, est voisine de la ville libre et hanséatique de Hambourg sur une courte distance, au sud de la commune de Halstenbek, au nord de la commune de Tangstedt et à l'ouest au chef-lieu du district, Pinneberg. Dans l'est du territoire communal, près de Schnelsen et de Krupunder, se trouvait jusqu'aux années 1930 le marais de Schnelsen, aujourd'hui complètement asséché et cultivé.

## Politique et institutions

### Maire
Le 29 mai 2016, Marc Trampe (sans parti) a été élu maire avec 88,96% des voix sans candidat rival. Il a remplacé la précédente titulaire, Anja Radtke, le 1er octobre 2016.

### Conseil communal
La commune de Rellingen est dotée d'un conseil communal de vingt-trois sièges élu tous les cinq ans au système proportionnel. L'Union chrétienne-démocrate d'Allemagne (CDU) y détient actuellement la majorité absolue des sièges. Les résultats des dernières élections sont les suivants:
|       | 2003 | 2008 | 2013 | 2018 |
| ----- | ---- | ---- | ---- | ---- |
| CDU   | 15   | 13   | 12   | 12   |
| SPD   | 6    | 5    | 7    | 5    |
| Verts | 2    | 3    | 3    | 4    |
| FDP   | 0    | 2    | 1    | 2    |
| Total | 23   | 23   | 23   | 23   |

### Fusions de communes
Le 1er janvier 1974, la municipalité d'Egenbüttel a été incorporée dans la commune de Rellingen.

## Personnalités liées à la ville
- Barbara Schmidt-Heins (1949-), artiste née à Rellingen.
- Gabriele Schmidt-Heins (1949-), artiste née à Rellingen.